# Бондарі (Ніжинський район)
Бондарі́ — село в Україні, у Батуринській територіальній громаді Ніжинського району Чернігівської області. Населення становить 6 осіб (2012; при чому 26 осіб — 2006).

## Географія
Розташоване за 18 кілометрів на південний схід від центру міста Бахмач.

## Історія
Виникло імовірно у XVIII столітті як цеховий хутір виробників діжок.
12 червня 2020 року, відповідно до розпорядження Кабінету Міністрів України № 730-р «Про визначення адміністративних центрів та затвердження територій територіальних громад Чернігівської області», увійшло до складу Батуринської міської громади.
19 липня 2020 року, в результаті адміністративно-територіальної реформи та ліквідації Бахмацького району, село увійшло до складу Ніжинського району Чернігівської області.